# Kagijin
Kagijin (鍵人ーカギジン-?) è un manga di Tanaka Yasuki pubblicato nel 2009 su Weekly Shōnen Jump della Shūeisha e che si è concluso con 17 capitoli, raccolti poi in due volumi. 

## Trama
Tsubame è un Kagijin, uomini particolari dotati del potere di controllare le Chiavi, tramite serrature poste sul loro corpo. Il ragazzo è a capo di una compagnia di ragazzini che si occupa di estrarre rottami dalle rovine dell'antica civiltà che si trovano nel Mare di Sabbia, un vasto deserto, e rivenderli al miglior offerente. Un giorno trova svenuta sulla sabbia una ragazza di nome Jilda, che decide di salvare. Una volta tornata in sé, il gruppo di ragazzi scopre che Jilda non è altro che un ufficiale dell'impero a Gabbia, venuta per uccidere Tsubame, un presunto delinquente evaso qualche anno prima. Tradirà l'impero quando comprenderà che lo scopo del comandante dell'esercito consiste nell'eliminarla insieme al ricercato, e per questo si unirà con Tsubame in una crociata contro il suo luogo di provenienza. 

## Personaggi
- Tsubame Fury (ツバメ フリ?, Tsubame Furi): è un ragazzo il cui sogno è vivere libero come una rondine. Qualche anno prima degli eventi narrati è evaso da un laboratorio dell'impero per sfuggire ai terribili esperimenti a cui era sottoposto. È a capo di una squadra di ragazzini che si occupa di estrarre rottami dalle rovine del Mare di Sabbia ed è un kagijin, la cui serratura è posta sul braccio sinistro. La sua chiave richiama la Dankuu, una katana con il potere di tagliare qualunque cosa incontri sul suo cammino e di allungarsi all'infinito.
- Jilda Portman (ジルダぽ乙マン?, Jiruda Pōtsuman): un ufficiale dell'impero Gabbia, mandata in missione con lo scopo di uccidere Tsubame. Tradirà l'impero quando scoprirà che anche lei sarebbe dovuta essere uccisa una volta portato a termine il suo compito.
- Trema (連れま?)
- Aldebaran (アルデバラン?, Arudebaran): dodicenne, imperatore dell'Impero Gabbia, amico si Tsubame del quale il padre era insegnante.
- Dejanila (デジャニラ?, Dejanira): consigliere imperiale che ha lo scopo di radunare tutte le chiavi. In passato ha fatto condannare a morte il padre di Tsubame perché conosceva troppo sugli esperimenti da lui fatti sulle chiavi e sui Kagjin.
- Asura (アスラ?): Kagijin che possiede la serratura sulla schiena, e per questo è sempre accompagnato da un folletto che inserisce la chiave. La sua arma è Athos, che cambia dimensioni a seconda dell'avversario che si trova davanti. Diverrà rivale di Tsubame dopo aver combattuto con lui nelle prigioni di palazzo di Gabbia.